# Listrognathus yunnanensis
Listrognathus yunnanensis är en stekelart som beskrevs av He och Chen 1996. Listrognathus yunnanensis ingår i släktet Listrognathus och familjen brokparasitsteklar. Inga underarter finns listade i Catalogue of Life.